# سجلات فراي: السيرة الذاتية
«سجلات فراي: السيرة الذاتية» هو السيرة الذاتية لستيفن فراي التي أُصدرت عام 2010. يعد هذا الكتاب استمرار من نهاية سيرته الأولى التي نُشِرت عام 1997. وعلى الرغم من أن الكتاب لم يتقيد بأي تسلسل زمني صارم، إلا أنه يركز على فترة سبع سنوات من حياة فراي ويتناول قصته بعد الإفراج عنه من السجن، والفترة التي قضاها في جامعة كامبريدج ومسيرته المزدهرة في الكوميديا في أواخر الثمانينيات.
ويعتبر هذا الكتاب العاشر لفراي ومجلده الثاني من سيرته الذاتية. وقد نعت النقاد الكتاب بالصريح والصادق والساحر، مصحوبًا بتعليق ذا طبيعة ثاقبة حتى وإن كانت القصص غير مشوقة بعض الشيء. وتنعكس خلفية فراي الأكاديمية والكوميدية في أسلوبه العقلاني والهزلي في الكتابة.
نشرت دار جوزيف مايكل الكتاب يوم 13 سبتمبر 2010 في المملكة المتحدة والولايات المتحدة. ونُشِر في نفس الوقت ككتاب إلكتروني eBook (بنسخة عادية ونسخة محسنة) وكتاب صوتي audiobook وتطبيق لنظام التشغيل  iOS من شركة إي-بينجوين؛ كلا الكتاب الصوتي والتطبيق أُصدِرا من دار كتب بينجوين.

## معلومات أساسية
ولد فراي في عام 1957 في لندن وترعرع في نورفولك، وقد درس في كلية كوينز في كامبردج منذ عام 1979، وانضم إلى «نادي فوتلايتس كامبردج للدراما» حيث التقى بهيو لوري الذي أقام معه شراكة في الكتابة كانت ناجحة للغاية. فازت مسرحية فراي الأولى «لاتين!» أو «التبغ والأولاد» بجائزة في مهرجان فرينج أدنبرة في عام 1980. وكتب مرة أخرى للمسرح في عام 1984 عندما أعاد كتابة مسرحية  «نويل غاي» الموسيقية «أنا وفتاتي» التي كانت قد رُشحت  لجائزة توني في عام 1987.
سافر فراي  إلى لوس أنجليس في كانون الثاني/يناير 2010 لكتابة سيرته الثانية، حيث أعلن عن «منفاه الذي فرضه على نفسه» عبر خدمات الإنترنت المختلفة، مثل تويتر. عاد فراي إلى بريطانيا وإلى مختلف الخدمات على الإنترنت في أواخر نيسان/أبريل 2010. وأعلن عودته على مدونته وقال أنه كانت هناك بضع «استثناءات» بخصوص منفاه الذي فرضه على نفسه وأنه ينوي العودة تدريجيا إلى تويتر، لتجنب اغضاب متابعيه على الموقع. كما وصف في مدونته حياته بينما كان يعمل على كتابه قائلا أنه كان يكتب فقط في الصباح، من «حوالي الساعة 5 صباحا حتى وقت الغداء»، وترك بعد الظهر والمساء المبكر لـ «أشياء أخرى.» وهو يعترف بـ«غرابة» أسلوب حياته عند الكتابة، قائلا أنه «السبيل الوحيد لإخراج كتاب مني».

## المحتويات
مذكرات ستيفن فراي الأولى والتي نشرت في عام 1997، سردت قصة حياة فراي حتى وصوله  إلى سن الثامنة عشرة، عندما قيل له أنه على الرغم من مراهقته الجانحة فإنه قد حصل على منحة دراسية في كلية كوينز في كامبريدج..
تحكي سجلات فراي قصة حياته وصولاً إلى ميلاده الثلاثين، مغطية في ما يفوق 425 صفحة الفترة التي قضاها في الجامعة وصعوده المطرد للنجاح ككاتب ومؤدي والتقاؤه بإيما تومسون، هيو لوري وروان أتكينسون، وكيف شق طريقه من خلال عدد لا يحصى من السكيتشات وصعوده إلى الشهرة عبر برنامجي بلاكادير وساترداي لايف، في حين أن نسخته المنقحة من «أنا وفتاتي» أصبحت ناجحة عالميًا مما كون له ثروة متواضعة وهو لا يزال في العشرينيات من عمره.
تحكي الفصول اللاحقة من الكتاب مسيرته في عالم التلفاز كما تحكي عن المقالات العديدة التي ألفها بالإضافة إلى نسخته من المسرحية الموسيقية «أنا وفتاتي» التي كانت سبب ثرائه المبكر. وينتهي الكتاب في آب 1987، بعيد ميلاده 30 في منزله ذو غرف النوم الست في نورفولك.
يقول الإهداء في سجلات فراي ببساطة «لزميلي.»

## الأسلوب
ويتم تنظيم الفصول في سجلات فراي تحت عناوين تبدأ كلها بالحرف C. وينتهي الكتاب بتعاطي فراي للكوكايين، وهو الموضوع الذي ينوي مواصلة مناقشته في سيرته الذاتية الثالثة.
يعترف فراي بأنه يستخدم مائة كلمة في حين أن «عشر كلمات يؤدين الغرض» ويدافع عن أسلوبه هذا بقوله أنه يظهر «حبه العميق والوافر للكلمات.»

## الدعايا والإصدار
أطلق الكتاب مع أداء لنظرة عامة عن الكتاب في 13 سبتمبر 2010 في قاعة رويال للمهرجانات للترويج لإصدار سجلات فراي. وتم بث الحدث مباشرة عبر الأقمار الصناعية، إلى 60 موقعا في مختلف أنحاء المملكة المتحدة.

## النشر
كانت سجلات فراي أول منشور لينشر في وقت واحد بصيغة كتاب مطبوع تقليديا، كتاب الكتروني محسن إلكترونيا، وكتاب إلكتروني غير معزز، وكتاب مسموع رواه فراي بنفسه وتطبيق لنظام تشغيل iOS. وأصدرت جميع المنشورات الخمسة في 13 سبتمبر 2010. اعترف فراي في مقابلة ان «المشهد في عالم النشر بدأ يتغير»، لكنه أصر على أن «الكتاب الورقي التقليدي لم يمت». وقد وصف الناشرون الآخرون هذه الطريقة بأنها «مبتكرة ورائدة».

### الكتاب الإلكتروني
أصدر بصيغة كتاب إلكتروني اعتيادي مع نسخة محسنة إلكترونيا صدرت حصرا عبر iBookstore. يشمل الإصدار المحسن ثماني مقاطع فيديو حصرية لفراي وهو يتوسع في قصصه التي كتبها في النص المطبوع وصور مدمجة في المحتوى وروابط للمواقع ذات الصلة والمحتوى على الإنترنت، في حين أن الإصدار الآخر هو مجرد نسخة رقمية من النص المطبوع، دون المحتوى التفاعلي متضمنًا فقط الصور المنشورة مع النص المطبوع.

### تطبيق لنظام التشغيل iOS
ويمكن استخدام تطبيق iOS الذي يسمى MyFry، على الآيفون أو الآيباد أو الآيبود. وتتكون واجهة التطبيقات من مؤشر ديناميكي يسمح للقراء باستكشاف محتوى الكتاب بطريقة غير خطية.

## العمل الفني
تم التقاط الصورة التي على الغلاف الأمامي للكتاب من قبل ديفيد يوستاس في يونيو 2010. وظف جون هاميلتون ديفيد يوستاس نيابة عن دار بينجوين للنشر. يظهر فراي مرتديًا معطفًا محيكًا وقميص ذو مربعات. النمط المستخدم في الأوراق الأخيرة في الكتاب منسق مع الجوارب التي يرتديها فراي على غلاف الكتاب.

## آراء حول الكتاب

### القبول النقدي والمبيعات
تصدر سجلات فراي عند طرحه قائمة صنداي تايمز للكتب غير الخيالية الأكثر مبيعا في بريطانيا. بيعت37000 نسخة في أول خمسة أيام من صدوره، متجاوزًا الكتاب التالي الأكثر شعبية، 61 ساعة للي تشايلد، بـ 8000 نسخة.

## وصلات خارجية
- StephenFry.com

قالب:Stephen Fry